# Référendums de 2020 au Dakota du Sud
Deux référendums ont lieu le 3 novembre 2020 au Dakota du Sud. La population est amenée à se prononcer par deux fois :
- Sur la légalisation du cannabis ;
- Sur la légalisation du cannabis médical.